# He Zi
He Zi (kinesiska: 何姿, pinyin: Hé Zī, född 11 december 1990 i Nanning, Kina) är en kinesisk simhoppare. Hon vann en guldmedalj i synkroniserat svikthopp vid olympiska sommarspelen 2012 i London. Hon tog också silvermedaljen i det individuella svikthoppet under samma spel samt även vid olympiska sommarspelen 2016 i Rio de Janeiro.